# Cyclopodia oxycephala
Cyclopodia oxycephala är en tvåvingeart som först beskrevs av Jacques-Marie-Frangile Bigot 1860.  Cyclopodia oxycephala ingår i släktet Cyclopodia och familjen lusflugor. Inga underarter finns listade i Catalogue of Life.